# 牛久保駅通

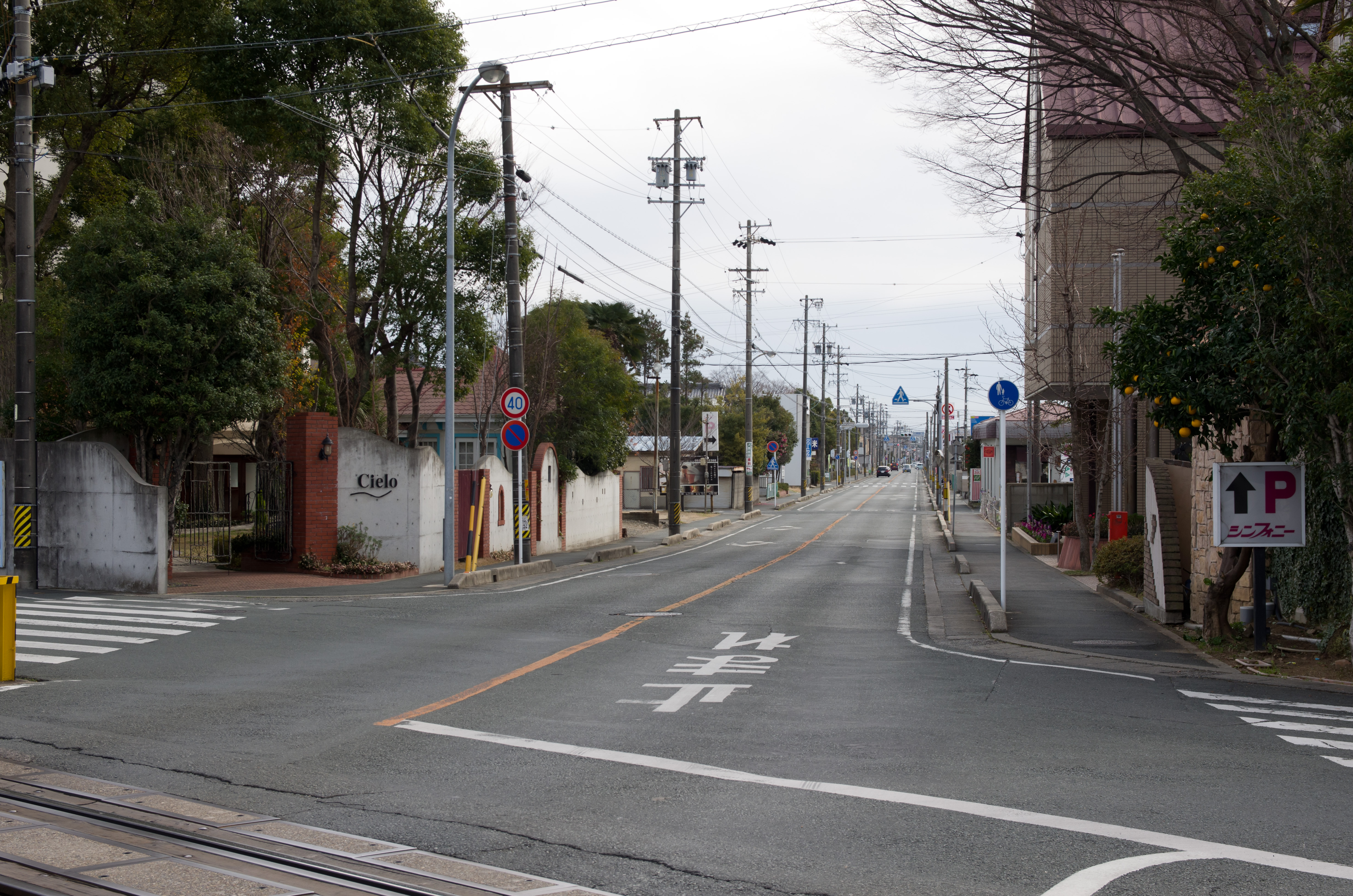
牛久保駅通5丁目（名鉄豊川線の踏切より南方起点側を撮影。現在左側はスギ薬局、右側は東海典礼に変わった）

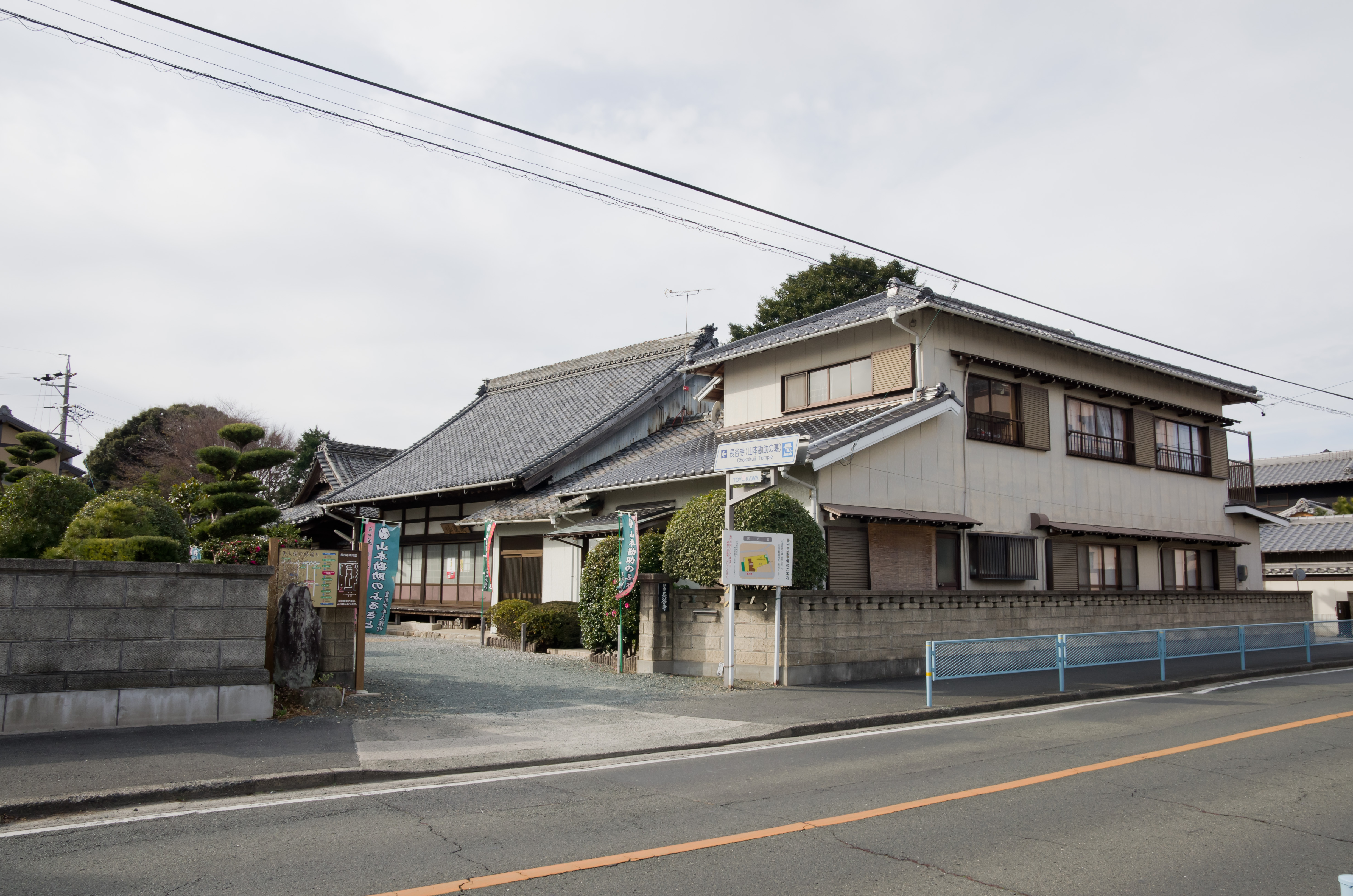
長谷寺

牛久保駅通（うしくぼえきどおり）は、愛知県豊川市にあるJR飯田線牛久保駅に通じる豊川市の市道。

## 概要
牛久保駅に通じる道路で、通りの名がそのまま地名となっている。牛久保駅東側の踏切から北に豊川市役所の手前まで延びる道路で、正式名称は城跡市役所線であり、豊川市の都市計画道路である。佐奈川に架かる上野川橋から南に牛久保駅通5丁目・牛久保駅通4丁目・牛久保駅通3丁目までは「牛久保駅通」が付き、それ以南は「牛久保町」となる。「牛久保駅通」はもと牛久保町の一部で、1960年（昭和35年）に改名したものである。また、1973年（昭和48年）には諏訪町に、1987年（昭和62年）には金屋橋町に、それぞれ牛久保駅通の一部から変わった。牛久保駅通は牛久保史跡巡りのコースにもなっており、通り沿いには「山本勘助の墓（長谷寺）」がある。

## 区間
- 起点：愛知県豊川市牛久保町城跡、牛久保踏切北
- 終点：愛知県豊川市諏訪二丁目、市役所東交差点
  - 延長：1.9549km

## 交通規制
牛久保停車場から常盤交差点までは、最高速度30km/時、大型貨物自動車等通行止め（マイクロを除く）、駐車禁止。
常盤交差点から豊川市役所東交差点までは、最高速度40km/時、追越しのための右側部分はみ出し通行禁止、駐車禁止。
名鉄豊川線の踏切（諏訪町6号踏切）において、線路側道との交差部は相互に右折禁止（南西の側道からは直進も禁止）。但し南東側（スギ薬局牛久保店前）のみ牛久保駅通北行きからの右折可、側道から直進及び北行きへの右折は午前7時 - 9時の時間帯のみ禁止。
同踏切は1967年の上野川橋架替えに際し橋全体をカーブさせたことにより方向線がずれ、特に踏切内東側の路側帯がほぼ皆無なほど狭小となり南行きの自動車は歩行者・自転車に注意を要していた。しかし2024年に両側とも歩道が新設されることになり、踏切内の歩道は同年2月末に竣工して安全性が向上した。引き続き上野川橋を含む周辺の歩道等の再整備が行われ、同年7月下旬に竣工した。

## 交差・接続する路線
- 市道正岡牛久保線（牛久保踏切北起点、直進）
- 常盤通：愛知県道495号宿谷川線の一部（常盤交差点）
- 美和通（市道伊奈美和通線、寺町交差点）
- 千歳通（市道中通線、千歳通4丁目交差点）
- 市道南大通中央通線（牛久保駅通4丁目交差点）
- 市道中条二丁目南大通五丁目線（牛久保駅通5丁目交差点）
- 市道金塚下野川線・牛久保駅通五丁目南大通五丁目線（踏切付近で交差する名鉄豊川線沿いの道路）
- 愛知県道5号国府馬場線：姫街道の一部（市役所東交差点、交差）
- 市道諏訪一丁目金屋西三丁目線（同、直進）

## 沿線・周辺
- JR飯田線 牛久保駅
- 中町公民館
- 寺町集会所
- 手打うどん めん処さぬき路
- 了円寺
- 長谷寺（山本勘助の墓）
- ラーメン魁力屋 豊川店
- ファミリーマート 牛久保駅通店
- 牛久保駅通公園
- 東海典礼 本館
- スギ薬局 牛久保店
- 佐奈川（上野川橋）
- おかだ餃子店
- 豊川市役所